# 有单位的
在數學裡，一代數結構是有单位的（unital 或 unitary），當它含有一乘法单位元素，即含有一元素 1，對所有此代數結構內的元素 {\displaystyle x} ，有 1x=x1=x 的性質。
上述說法和一代數結構為乘法上的幺半群的說法是等價的。和所有的么半群一樣，其乘法單位元也是唯一的。
大部份在抽象代數內被考慮的結合代數，如群代數、多項式代數和矩陣代數等都是有单位的，當環被假設必須如此時。大部份在數學分析內被考慮之函數的代數都没有单位，例如平方可積函數（於無界定義域內）的代數和於無限會降至零之函數的代數，尤其是在某些（非緊）集合上具有支集的函數。
給定兩個單作代數 {\displaystyle A} 和 {\displaystyle B}，一代數同態
{\displaystyle f:A\rightarrow B}
為有单位的當其映射 {\displaystyle A} 的單位元映为 {\displaystyle B} 的單位元。
若数域 {\displaystyle K} 上的結合代數 {\displaystyle A} 没有单位，可如下加入一單位元：{\displaystyle A\times K} 為{\displaystyle K}-向量空間且如下定義乘法 * ，
{\displaystyle (x,r)*(y,s)=(xy+sx+ry,rs)}
其中 {\displaystyle x} 和 {\displaystyle y} 為 {\displaystyle A} 的元素及 {\displaystyle r} 和 {\displaystyle s} 為 {\displaystyle K} 的元素。然後，* 將為有單位元 {\displaystyle (0,1)} 的結合運算。舊代數 {\displaystyle A} 包含於新代數內，且 {\displaystyle A\times K} 成爲是包含 {\displaystyle A} 的最一般的有單位代數，在泛性質的意思之下。
根據環理論術語，一般假定乘法單位元存在於任一環內。依此假定，所有的環都會有單位，且所有的環同態也會是有單位，且（結合）代數有單位若且唯若其為環。作者若不把環當做都有乘法單位元，會把有乘法單位元的環稱做有單位環（幺环），且把環單位元如單位元般作用在其上的模稱做有单位模（幺模）。